# Hrabstwo Bacon

Piramida wieku hrabstwa

Hrabstwo Bacon (ang. Bacon County) – hrabstwo w stanie Georgia, w Stanach Zjednoczonych. Jego siedzibą administracyjną jest Alma.

## Geografia
Według spisu z 2000 obszar całkowity hrabstwa obejmuje powierzchnię 285,92 mil2 (740,53 km²), z czego 284,95 mil2 (738,02 km²) stanowią lądy, a 0,97 mil2 (2,51 km²) stanowią wody. 

### Miejscowości
- Alma
- Rockingham (CDP)

### Sąsiednie hrabstwa
- Hrabstwo Appling (północny wschód)
- Hrabstwo Pierce (wschód)
- Hrabstwo Ware (południe)
- Hrabstwo Coffee (zachód)
- Hrabstwo Jeff Davis (północny zachód)

## Demografia
Według spisu z 2020 roku liczy 11 140 mieszkańców, co oznacza wzrost o 0,4% w porównaniu z poprzednim spisem z roku 2010. Według danych pięcioletnich z 2021 roku 79% to biali (71,6% nie licząc Latynosów), 17,1% czarnoskórzy lub Afroamerykanie, 2,3% miało rasę mieszaną, 0,9% Azjaci, 0,5% to rdzenna ludność Ameryki i 0,2% pochodziło z wysp Pacyfiku. Latynosi stanowili 8,9% populacji hrabstwa.

## Religia
W 2020 roku krajobraz religijny hrabstwa zdominowany jest przez protestanckie wspólnoty baptystyczne (13 zborów) i zielonoświątkowe (7 zborów). Z innych religii obecni byli mormoni (2,1%) i katolicy (0,9%). 

## Polityka
Hrabstwo jest bardzo silnie republikańskie, gdzie w wyborach prezydenckich w 2020 roku, 86,1% głosów otrzymał Donald Trump i 13,4% przypadło dla Joe Bidena.